# Kwintencirkel
De kwintencirkel is een voorstelling om de samenhang tussen de toonsoorten in de gelijkzwevende temperatuur duidelijk te maken. Twee toonsoorten zijn het nauwst verwant als zij een kwint uit elkaar liggen. De twee toonladders hebben dan 6 van hun 7 tonen met elkaar gemeen (d.w.z. als stamtoon of daarvan afgeleid) en de beide resterende tonen verschillen slechts een halve toonafstand in hoogte. Deze verwantschap leidt tot een ordening van de toonsoorten in een reeks, de kwintenreeks, waarin de opeenvolgende toonsoorten een kwint uiteenliggen. Door enharmonische verwisseling van de uiteinden van de kwintenreeks ontstaat de kwintencirkel. De kwintencirkel is voor het eerst in 1728 gebruikt door Johann David Heinichen in zijn werk Der Generalbass in der Composition. 
| De kwintenreeks met reine kwinten:          |       |     |     |     |     |    |    |     |   |   |   |   |   |   |   |     |     |     |     |     |     |     |       |     |
| ...                                         | Beses | Fes | Ces | Ges | Des | As | Es | Bes | F | C | G | D | A | E | B | Fis | Cis | Gis | Dis | Aïs | Eïs | Bis | Fisis | ... |
| geeft na enharmonisch verwisselen de reeks: |       |     |     |     |     |    |    |     |   |   |   |   |   |   |   |     |     |     |     |     |     |     |       |     |
| ...                                         | A     | E   | B   | Fis | Cis | As | Es | Bes | F | C | G | D | A | E | B | Fis | Cis | As  | Es  | Bes | F   | C   | G     | ... |

waarin een cyclische herhaling is ontstaan. Rondleggen van de reeks geeft dan de kwintencirkel, zo genoemd omdat rechtsom kijkend de volgende hoger gedachte toon steeds een kwint verder ligt.
(Met evenveel recht zou het een kwartencirkel kunnen heten als de cirkel linksom doorlopen wordt en de dan volgende toon hoger gedacht wordt.)
Opmerking: Bij reine kwinten sluit de cirkel na 12 stappen niet exact meer, want een Beses is een andere toon dan een A. Het verschil tussen die twee tonen heet het pythagoreïsche komma.

Kwintencirkel die de majeur- en mineurtoonladders aangeeft met hun voortekening

Klassieke kwintencirkel met Guidonische tonen

## Eigenschappen
De kwintencirkel heeft de volgende eigenschappen:
- Rechtsomgaand komt er voor iedere volgende toonsoort een verhoging bij, dus een kruis erbij of een mol eraf. Dit kruis is steeds een kwint hoger dan het kruis dat in de voorgaande toonsoort toegevoegd is.
- Linksomgaand komt er voor iedere volgende toonsoort een verlaging bij, dus een mol meer of een kruis minder. Deze mol is steeds een kwint lager dan de mol die in de voorgaande toonsoort toegevoegd is.
- Als de buitencirkel als akkoordenreeks dienstdoet (in majeur!), staan aan weerszijden van iedere tonica de laddereigen majeurtrappen: rechts de dominant en links de subdominant (in C-majeur: F C G7).
- In de binnencirkel staan de grondtonen van de laddereigen mineurtrappen (in C-majeur: Dm Am Em).
- Daar weer rechts van staat de grondtoon van het halfverminderd-septiemakkoord op de 7e trap (in C-majeur: BØ), waarmee het akkoordenmateriaal voor de belangrijkste laddereigen akkoorden compleet is.

## Gebruik
De kwintencirkel kan gebruikt worden om te zien hoeveel kruisen of mollen er in een muziekstuk terechtkomen, wanneer het een bepaalde grondtoon heeft. Een wijsje in de majeurtoonladder met de C als grondtoon heeft geen kruisen en geen mollen. Wordt het wijsje in toonsoort G gezet, dan krijgt het wijsje een kruis. Wordt het in de toonsoort D gezet, dan krijgt het wijsje twee kruisen. Linksomgaand krijgt het wijsje er mollen bij. De cirkel is onder meer handig als iemand een bestaand muziekstuk snel wil omzetten in een andere toonsoort. Omgekeerd is de kwintencirkel ook handig om, aan de hand van het aantal mollen of kruisen van een gegeven muziekstuk, vast te stellen welke grondtoon dit stuk heeft.
Delen van de kwintencirkel zijn te herkennen als akkoordenreeks in vrijwel alle liedjes en muziekstukken, in alle genres. Enkele voorbeelden uit de pop- en lichte muziek zijn: Dromen zijn bedrog, I will survive, Autumn leaves en ga zo maar door. Een akkoordenreeks uit een willekeurig muziekstuk bevat delen uit de kwintencirkel. De natuurlijke volgorde voor akkoorden is tegen de klok in, bijvoorbeeld Am Dm G7 C. In dit geval is het C-akkoord de oplossing, de tonica, waar de voorgaande akkoorden naartoe werken. Je kunt het effect van de kwintencirkel op een piano of een ander toetsinstrument horen door drieklanken aan te slaan, waarbij de onderste noot telkens een stap terug gaat in de kwintencirkel. In de toonladder van a-mineur (de witte toetsen): a-c-e, d-f-a, g-b-d, c-e-g, f-a-c, b-d-f, e-g-b, a-c-e. De stap van f naar b is in dit voorbeeld niet volgens de kwintencirkel.

## Ezelsbruggetjes
Ezelsbruggetjes voor het onthouden van de cirkel zijn:
Grote terts, 0 t/m 7 kruisen (op z'n Amsterdams):
"Seg (zeg), geef de arme een bord fissies (visjes)."
Ceg, Geef De Arme Een Bord Fis-cis
Een ander ezelsbruggetje is:
Geef Die Aap Een BromFiets, CISka
Grote terts, 1 t/m 7 mollen:
Friese Boeren Eten Alle Dagen Gele Citroenen
Friese Boeren Eten Alle Dagen Grauwe Capucijners
Frits Besproeit Esthers Asters Desnoods Gestaag Ces keer
Friezen Beschouwen Esten As Deskundige, Geschoolde Cessionarissen
Finnen Beschouwen Estlanders As Deskundige Geschiedschrijvers
Friet Bestellen Escaleert Assistentie Desnoods Geschoren
Kleine terts, 0 t/m 7 mollen:
al de grote coalities falen beslist es
Uit de systematiek volgt ook dat een toonladder die een grote secunde hoger begint dan een andere er twee verhogingen bij krijgt en de ladder die een grote secunde lager begint twee verlagingen. Omdat de toonladder van C geen voorteken heeft en de ladder van G één kruis heeft, volgt bijvoorbeeld:
- C D E Fis: 0, 2, 4, 6 kruisen
- C Bes As Ges: 0, 2, 4, 6 mollen
- G A B Cis: 1, 3, 5, 7 kruisen enz.

## Toepassing op muziekinstrumenten
Op een accordeon staan de ronde knopjes van de baskant (de linkerhand) in een kwintvolgorde. Naar boven steeds een kwint omhoog en naar onder steeds een kwint omlaag. De centrale C heeft doorgaans een kuiltje als voelbare herkenning. Vanaf de C naar boven de volgende tonen (en akkoorden): C - G - D - A - E - B - Fis - Cis - Gis - Dis - enz. Naar beneden: C - F - Bes - Es - As - Des - Ges - Ces - Fes - enz. Het bassysteem zoals hierboven beschreven wordt het Stradella-bassysteem genoemd.
Op een geavanceerde vorm van de duimpiano (mbira) wordt de kwintencirkel in de vorm van het zogeheten arraysysteem gebruikt. Het instrument is door deze gekozen toonvolgorde via eenvoudige tokkelpatronen consonant bespeelbaar.

### Snaarinstrumenten - Stemming
Muziekinstrumenten met vier tot acht snaren langs hun hals (luitachtigen), worden in het algemeen gestemd volgens de tonen van een gekozen sector uit de kwintencirkel.
- Soms direct als een korte keten van drie kwinten, zoals C - G - D - A (altviool, cello) of G - D - A - E (viool, mandoline) ;
- soms ook als een langere keten van kwarten rondom een eerst gekozen grote terts, die overeenkomt met vier kwinten. Deze schikking heeft voordelen voor het direct kunnen 'grijpen' van vele verschillende akkoordsamenhangen.

Bijvoorbeeld een stemming vanuit de tonen C – E met de tussenliggende kwinttonen G, D, A, ge-octaveerd 'naar buiten toe',
op de vijfsnarige contrabas : C¹ - E¹ - A¹ - D - G , octavering vanuit de diepte;
op de zes-(zeven-)snarige viola da gamba : (A¹ -) D - G - c - e - a - d' , octavering vanuit het midden;
op de viersnarige ukelele, de C-variant : g' - c' - e' - a' , merk op dat één kwint intact blijft; en dat de middelste toon D ontbreekt;
of vanuit de tonen G – B , de tussenliggende kwinttonen D, A, E in octavering naar omlaag, de E ook omhoog,
op de gitaar : E - A - d - g - b - e' .
Bij de diverse typen renaissance- en barokluiten zijn verschillende besnaringen en stemmingen gangbaar. Vaak is wel een herkenbaar uitgangspunt de grote terts F - A midden tussen de zes hoogste snaren. De laagste bassnaren worden bijvoorbeeld diatonisch, als in een toonladder gekozen,
op de luit : (.. - D - E - F -) G - c - f - a - d' - g' .
Ook de stemming met .. f - bes - d' - g' komt voor; dan zijn het de kwinttonen in de cirkel tussen Bes en D.